# Taras Jaschtschenko
Taras Jaschtschenko (ukrainisch Тарас Ященко; * 7. Januar 1964 in Kiew; † 16. März 2017 in München) war ein ukrainischer Pianist und Komponist.

## Leben
Taras Jaschtschenko (Yachshenko) absolvierte 1978 bis 1982 sein erstes Studium am Reinhold Gliere – Konservatorium in Kiew; 1982 bis 1989 folgten Studien in den Fächern Komposition und Klavier; 1991 bis 1993 absolvierte er die Meisterklasse für Komposition und 1993 bis 1995 Meisterklasse für Komposition an der Hochschule für Musik in München. Von 1989 bis 1991 war Jaschtschenko Lehrkraft an der Tschaikowsky-Akademie in Kiew für Musiktheorie, Kontrapunkt, Musikformanalyse und Harmonielehre; 1996 Musikredakteur beim staatlichen Ukrainischen Rundfunk in Kiew.
Ab 1996 trat Jaschtschenko in Deutschland (München), Italien, Polen, den Niederlanden, Russland, der Ukraine, Frankreich und Österreich auf. Im Jahr 1999 erhielt er einen Lehrauftrag an der Hochschule für Musik und Theater in München.

## Werke
- Klavierzyklus Münchener Buch (Munich book for Piano) YWV 1 (Yachshenko Werkverzeichnis),  ISMN M-2054-1121-3, Wolfgang G. Haas-Musikverlag Köln e.K.
- Lyrische Intermezzi für eine hohe Singstimme und Klavier YWV 2, ISMN M-2054-1298-2, Wolfgang G. Haas-Musikverlag Köln e.K.
- Preludio e Toccata for Piano YWV 3, in Memoriam of Dieter Acker. ISMN M-2054-1181-7, Wolfgang G. Haas-Musikverlag Köln e.K.
- Suite Nostalgique pour clarinette en sib et piano YWV 4, ISMN M-2054-1427-6, Wolfgang G. Haas-Musikverlag Köln e.K.
- Autumn Poem für Violine und Klavier YWV 5, ISMN M-2054-1214-2, Wolfgang G. Haas-Musikverlag Köln e.K.
- Trois Danses por flûte et piano YWV 6, ISMN M-2054-1689-8, Wolfgang G. Haas-Musikverlag Köln e.K.
- Ukrainian Fantasy for strings – Ukrainische Fantasie für Streichorchester – Auftragswerk Kammerphilharmonie dacapo München
- Drei Münchener Walzer für Klavier Three Munich Waltzes for piano YWV 7, ISMN, M-2054-1715-4 Wolfgang G. Haas-Musikverlag Köln e.K.